# How to Save a Life
Pour la chanson titre, voir How to Save a Life (chanson).
Albums de The Fray
Reason (EP)
(2003) The Fray
(2009)
Singles
1. Over My Head (Cable Car)
Sortie : septembre 2005
2. How to Save a Life
Sortie : 4 juillet 2006
3. Look After You
Sortie : janvier 2007
4. All at Once
Sortie : juillet 2007

How to Save a Life est le premier album studio du groupe américain de rock The Fray, publié le 28 mai 2005.
Emmené par le single « Over My Head (Cable Car) », ce premier opus dévoile le talent du groupe pour des chansons accrocheuses et sentimentales, mais musclées au niveau rythmique et mélodique. En 2006, l'album rentre dans le Top 40 des meilleures ventes d'albums aux États-Unis, notamment grâce à l'utilisation du single « How to Save a Life » pour la campagne publicitaire de la nouvelle saison de la série blockbuster Grey's Anatomy.
Le succès de ce titre est international. Il caracole partout dans le monde dans le top 10 des charts. The Fray se fait un nom. Aux États-Unis, l'album est certifié triple platine, et les ventes numériques sur Internet placent le groupe en tête des artistes les plus vendeurs en matière d'album dématérialisé.

## Liste des chansons
Toutes les chansons sont écrites et composées par Isaac Slade et Joe King, sauf si annoté.
| No  | Titre                    | Auteur                                      | Durée |
| --- | ------------------------ | ------------------------------------------- | ----- |
| 1.  | She Is                   |                                             | 3:56  |
| 2.  | Over My Head (Cable Car) |                                             | 3:58  |
| 3.  | How to Save a Life       |                                             | 4:23  |
| 4.  | All at Once              | Isaac Slade, Joe King et Aaron Johnson      | 3:48  |
| 5.  | Fall Away                |                                             | 4:23  |
| 6.  | Heaven Forbid            |                                             | 3:59  |
| 7.  | Look After You           |                                             | 4:28  |
| 8.  | Hundred                  | Isaac Slade et Monica Conway                | 4:13  |
| 9.  | Vienna                   | Isaac Slade, Joe King et Daniel Battenhouse | 3:51  |
| 10. | Dead Wrong               | Isaac Slade, Joe King et Michael Flynn      | 3:05  |
| 11. | Little House             |                                             | 2:30  |
| 12. | Trust Me                 |                                             | 3:22  |